# Моя прекрасная толстушка
«Моя прекрасная толстушка» (исп. Mi gorda bella) — венесуэльский телесериал 2002 года, написанный Россаной Негрин по сюжету Каролины Эспада, который был спродюсирован и показан венесуэльским телеканалом RCTV. Теленовелла состоит из 178 серий и была представлена к показу компанией «Coral Pictures» под дистрибуцией «RCTV International». Трансляция началась 20 ноября 2002 года, но в декабре того же года была прервана из-за забастовки против курса правительства Уго Чавеса и возобновлена лишь в конце февраля 2003 года.
Изначально сериал должен был насчитывать чуть поменьше серий, но из-за высоких рейтингов сюжет в итоге был удлинён. Популярность сериала оказалась такова, что в июне 2003 года компания «Carámbola Toys» выпустила линию детских кукол, изображающих главную героиню. На основе сериала были сняты три иностранных ремейка — индийский «Dekho Magar Pyaar Se » (2004), малайский «Manjalara» (2007) и мексиканский «Llena de amor» (2010)
В России сериал шёл в 2005 году на канале ТНТ. Хотя в аннотациях сериала название было переведено близко к оригиналу, как «Моя прекрасная толстушка», но в заставке самого сериала название было переведено, как «Толстая девчонка», хотя первый вариант звучал в репликах персонажей.

## Сюжет
Братья Луис Фелипе и Хуан Анхель Вильянуэва происходили из одной из самых уважаемых и богатых семей в Каракасе. В юности Хуан Анхель нашёл на пляже пережившую кораблекрушение девушку, которая назвалась Олимпией Меркури — дочерью греческих богачей-коммерсантов Аристотелиса и Олимпии Василопулёс де Меркури, погибших во время крушения яхты «Серебряная Лилия», когда та взорвалась из-за вспыхнувшего на ней во время шторма пожара. Яхта принадлежала контрабандисту из Карибского моря Хосе Мануэлю Сивильи и чета Меркури пыталась нелегально провести через океан груз вина, но Аристотелис решил обмануть Хосе Мануэля, попытавшись заплатить ему меньше обещанного. В завязавшейся драке выпущенная пуля случайно подожгла бензин, из-за чего и произошёл пожар, Меркури погибли, а вместе с ними и, предположительно, и Хосе Мануэль. Хотя Хуан Анхель на тот момент был помолвлен с Камелией Ривера, крестницей его дяди Дона Сегундо, он очень быстро попал под очарование Олимпии, из-за чего расстался с Камелией, потому что Олимпия уже на второй день пребывания в их доме сообщила, что беременна от него. Между Луисом Фелипе и Олимпией сразу зародилось напряжение в отношениях, потому что ему казалось, что девушка чего-то о себе не договаривает — через семь месяцев у Олимпии родился сын Орестес (а затем ещё трое детей — Ариадна, Акиллис и Пандора), а вскоре у Луиса Фелипе и его жены, певицы Эвы Ланц, — дочь Валентина. Так прошло 15 лет и однажды Луис Фелипе вызывал Олимпию к себе и сказал, что знает про неё правду: у Меркури не было детей, перед ним стоит Мария Хуакина Крэспо — известная портовая проститутка, которая была любовницей Хосе Мануэля (личность Олимпии она создала благодаря украденному у реальной Олимпии паспорту и драгоценностям). Заодно, Луис Фелипе припоминает, что его племянник Орестес хоть и родился семимесячным, но не выглядел недоношенным, а посему становится очевидно, что он родился от Хосе Мануэля. Но если это Луис Фелипе ещё мог стерпеть, то чего он не смог, так этого того, что любовь Олимпии к его брату и их семье была построена исключительно на расчётливой алчности, а от старых привычек Олимпия отказываться не пожелала: будучи замужней женщиной Олимпия крутила романы с другими мужчинами, а на деньги их семьи открыла публичный стрип-клуб «Кларабоя», в котором иногда выступала у шеста в образе «Королевы». Он пригрозил публично раскрыть её личность, но Олимпия, до безумия одержимая сохранением статуса богатой сеньоры, впала в панику и вытолкнула его из окна. Ей удалось выставить его смерть, как результат несчастного случая, вызванного якобы тем, что он был пьян, из-за чего Эва после этого начала пить, а Валентина — набирать в весе. Страдающая алкоголизмом Эва постепенно ушла со сцены, отошла от семейных дел и влезла в кучу долгов, вследствие чего Олимпия все бразды правления взяла на себя, постепенно превратившись в матриархат семьи и подчинив себе всё в доме Вильянуэва. Якобы только из лучших побуждений (дабы уберечь племянницу от пагубного влияния матери, а на деле исключительно ради того, что окончательно деморализовать последнюю) Олимпия отослала Валентину в католическую школу-интернат, где та провела безвылазно всё время вплоть до дня выпускной церемонии, где ей вручают диплом бакалавра (с этого и начинается сериал).
За это время Эва вылечилась от алкоголизма и сумела восстановить карьеру певицы, вновь обретя былую популярность. Она съехала из дома Вильянуэва, но теперь намеревается вернуться туда вместе с дочерью, поскольку он официально принадлежал Луису Фелипе, который завещал его и всё имущество семьи Валентине. Однако Олимпия, которая все эти годы с мужем и детьми жила в доме, фактически, на птичьих правах, решает окончательно завладеть состоянием Вильянуэва и начинает действовать. Эва прилетает на вертолёте на выпускной дочери и, пообщавшись с ней, обещает через несколько дней вернуться, чтобы уже никогда с ней не расставаться, так как из-за её работы они очень редко виделись. Через некоторое время она улетает и, когда она уже сидит в вертолёте, тот взрывается вместе с ней. Узнав о несчастье Хуан Анхель решает забрать Валентину к себе, хотя та больше предпочитает переехать к её любимой тёте по материнской линии Тса Тса (которая в прошлом была известной актрисой, но теперь её звезда закатилась и она содержит пансион), но её уговаривают вернуться в родной дом, так как Валентина теперь является его законной владелицей. Приехав, Валентина получает не очень радушный приём, вызванный как её полноватой внешностью, так и годами заложенной Олимпией гнетущей атмосферой в доме. Племянницу она встречает в штыки, а заложенные ею порядки в доме умудрились посеять разногласия в отношении Валентины даже между её собственными детьми: старший сын и красавец-атлет Орестес нежно относится к Валентине, но в то же время не может вечно защищать её от нападок матери, потому что очень любит последнюю и готов смотреть ей в рот (чем Олимпия нередко пользуется), не замечая её деспотизма; стервозная и эгоистичная Ариадна под стать матери, поэтому всегда высмеивает Валентину; неуверенный в себе Акиллис комплексует из-за того, что постоянно находится в тени старшего брата, и откровенно побаивается матери; а Пандора имеет большие психические проблемы и часто замыкается в себе. Положительно к девушке относится ещё прислуга, её двоюродный дед Дон Сегундо и Хуан Анхель, но последний зачастую оказывается под каблуком у жены. У Валентины вспыхивают любовные чувства к Орестесу (которые зародились у неё ещё в детстве), но их отношениям мешают комплексы девушки по поводу веса и факт, что они кузены. Между тем, постепенно выясняются причины поведения Акиллиса и Пандоры: первого Олимпия один раз в детстве в наказание отвела в публичный клуб, будучи недовольной его инфантильным для мальчика поведением (из-за чего у парня теперь вызывает отвращение любая интимная близость с женщиной), а вторая хранит страшный секрет из прошлого — она лично видела, как её мать вытолкнула из окна Луиса Филипе.
В какой-то момент Валентина находит дневниковые записи отца, которые тот вёл, когда пытался разоблачить Олимпию, но всё, что он в них записал, это лишь то, что Олимпия самозванка, и что Орестес был рождён не от Хуан Анхеля. Жизнь Валентины превращается в череду тяжёлых испытаний, в которых она сталкивается с предательством и узнаёт цену настоящих любви и дружбы. И даже капризная и избалованная невеста Орестеса Чикинкира оказалась не способна помешать тому, что Орестес постепенно тоже влюбляется в Валентину и они решают всё же пожениться. Однако, давление на Валентину всё же усиливается. Когда приходить время огласить завещание Эвы, то Олимпия умудряется понаделать фальшивых кредитных расписок за росписью Эвы, по которым выходит, что та якобы задолжала Олимпии гигантскую сумму денег. А поскольку Валентина и все остальные уверены, что таких денег в их семье нет, то в будущем Валентина, когда она станет совершеннолетней и вступит в права наследства, будет признана банкротом и всё имущество Эвы вплоть до дома будет конфисковано в пользу Олимпии. Напуганная этим Пандора извещает живущую в Испании их двоюродную бабушку Селесту, которая после этого приезжает в Каракас. Ей удаётся уговорить Олимпию не лишать Валентину наследства, случайно проговорившись, что денежное состояние Луиса Филипе на самом деле столь высоко, что Валентина запросто сможет оплатить все долги матери и не сильно пострадать финансово. В ответ Олимпия не дрогнув принимает страшное решение: Валентину надо уничтожить. Она впрыскивает в конфеты, которые Орестес дарит в знак любви Валентине, медленно-действующий яд, из-за чего у Валентины начинаются проблемы со здоровьем. Но основной удар Валентина получает со стороны Ариадны и Чикинкиры: тем случайно попадает в руки дневник Валентины, в котором она изливала свои чувства к Орестесу. Парочка начинает шантажировать Валентину: под угрозами рассказать всё Орестесу (который на тот момент ещё не был влюблён в Валентину) они вынуждают Валентину принять участие в конкурсе красоты, в котором Валентина с блеском и не без помощи друзей проходит все моральные и физические препятствия, и оказывается победительницей. В ярости парочка затевает другой грязный подлог: вечером, накануне того дня, когда Орестес и Валентина должны были объявить о своей помолвке, они напаивают парня алкоголем и укладывают в кровать, куда затем ложится Чикинкира, представив всё так, словно у них был секс. Убитая горем Валентина после этого уезжает в Испанию к Селесте. У неё она падает в обморок и обследование в больнице выявляет длительное отравление. После этого Валентина в течение года вынуждена сидеть на жёсткой диете и в итоге сильно худеет, чему немало способствует её ненависть к семье Вильянуэва и к Орестесу особенно, так как она думает, что он её травил. Параллельно она заканчивает школу рекламы.
Отправной точкой её мести становится день, когда Олимпия тайно приезжает к Селесте с требованием переписать на неё деньги Луиса Фелипе, которые предназначены Валентине (они хранятся на накопительном счету, доступ к которому Валентина должна будет получить по достижении совершеннолетия). Она доводит женщину до сердечного приступа и та, под давлением, соглашается, после чего умирает. Воспылав окончательной ненавистью к семье Вильянуэва Валентина, под именем рекламщицы Белла де ла Роса Монтьель, возвращается в Венесуэлу, где никто не узнаёт её. Она начинает вершить свою месть, с целью докопаться до правды и вывести Олимпию на чистую воду. Её стараниями на свет выползают все секреты семьи и самой Олимпии, из-за чего семья Вильянуэва рушится чуть ли не до основания, но всё обходится благополучно: принёсшая много горя девушке Мария Хуакино Креспо оказывается за решёткой, откуда она сбегает и позже погибает во время взрыва на катере, на котором она пыталась нелегально выехать из страны. А попутно, по воле обстоятельств, у Валентины все чувства любви к Орестесу, которые она так старательно пыталась задушить в зародыше, начинают вспыхивать вновь, что помогает Валентине обрести настоящее счастье (к тому же, они выясняют, что Орестес не является биологическим сыном Хуана Анхеля).
В финале у поженившихся Валентины и Орестеса двое детей, а сама Валентина, сильно поправившаяся из-за родов до первоначального состояния, рассказывает мужу о том, какие эффектные диеты она нашла, на что Орестес просит её оставаться такой, какая она есть, напоминая, что толстая Валентина Вильянуэва нежно любила его, а худая и стройная Белла де ла Роса хотела его уничтожить.

## Описание серий
На данный момент в эфир вышли все 178 эпизодов сериала.Премьера первой серии состоялась 2 ноября 2002 года на канале Radio Caracas Televisión.

## Главные действующие лица и актёры
- Валентина Вильянуэва Ланс/Белла де ла Роса Монтьель (Наталья Стрейгнард) — дочь Эвы Ланс и Луиса Фелипе Вильянуэва, племянница ТсаТса «Саса» Ланс, жена Орестеса Вильянуэва Меркури.
- Орестес Вильянуэва Меркури/Серебряная Лилия (Хуан Пабло Раба) — двоюродный брат Валентины Вильянуэва Ланс(в конце сериала узнаётся, что это не так), сын Олимпии Меркури и Хосе Мануэля Севильи, муж Чикинкиры Лоренс (развелись), муж Валентины Вильянуэва Ланс.
- Олимпия Меркури де Вильянуэва/Мария Хуакина Крэспо (Хильда Абрахамс) — мать Орестеса Вильянуэва, Ариадны Вильянуэва, Пандоры Вильянуэва и Акиллиса Вильянуэва, жена Хуана Анхеля Вильянуэва (развелись).
- Хуан Анхель Вильянуэва (Флавио Кабальеро) — муж Олимпии Меркури (развелись), отец Ариадны Вильянуэва, Пандоры Вильянуэва и Акиллиса Вильянуэва, дядя Валентины Вильянуэва Ланс, брат Луиса Фелипе Вильянуэва, племянник Сегундо Вильянуэва и Селесты Вильянуэва Дупонт, муж Тса Тса "Саса" Ланс.
- Тса Тса «Саса» Хосефина Ланс Альварада [3](Эмма Раббе) — сестра Эвы Ланс, тётя Валентины Вильянуэва Ланс, жена Хуана Анхеля Вильянуэва.
- Чикинкира «Чики» Лоренс Ривера (Норкис Батиста) — дочь Лоренсо «Лоло» Лоренса и Джессики Лопес, племянница Пепиты Лопес, приёмная дочь Камелии «Муньека» Лоренс Ривера, жена Орестеса Вильянуэва (развелись), жена Франклина Кореньо, лучшая подруга Ариадны Вильянуэва.
- Пандора Эмилия Вильянуэва Меркури/Уго Фугет(Марианела Гонсалес) — дочь Олимпии Меркури и Хуана Анхеля Вильянуэва, жена Йорди Росалеса.
- Франклин Хисус Кареньо Паес [4](Херонимо Хиль) — брат Беатрис Кореньо, муж Чики Лоренс.
- Роман Фонсека (Лусиано Д’Алессандро) — кузен Фабиолы, бывший парень Ариадны Вильянуэва.
- Камелия «Муньека» Лоренс Ривера (Белен Марреро) — жена Лоренсо «Лоло» Лоренса, приёмная мать Чикинкиры Лоренс.
- Лоренсо «Лоло» Лоренс (Феликс Лорето) — муж Муньеки Лоренс Ривера, отец Чикинкиры Лоренс, любовник Ариадны Вильянуэва.
- Ариадна Маргарита Вильянуэва Меркури (Эйлин Селеста) — дочь Олимпии Меркури и Хуана Анхеля Вильянуэва, бывшая девушка Романа Фансеки, любовница Лоренцо «Лоло» Лоренса, девушка Хорхе Кампоса, лучшая подруга Чикинкиры Лоренс, также - подруга Фабиолы.
- Акиллис Вильянуэва Меркури (Карлос Альварес) — сын Олимпии Меркури и Хуана Анхеля Вильянуэва, муж Нимфы Вильянуэва.
- Нимфа Вильянуэва (девичья фамилия:де Ливальи Солосано) (Пракрити Мадуро) — жена Акиллиса Вильянуэва Меркури.
- Селеста Вильянуэва Дупонт (Амалия Перес Диас) - сестра Сегундо Вильянуэва, тётя Хуана Анхеля Вильянуэва и Луиса Фелипе Вильянуэва.
- Сегундо Вильянуэва Арисменди (Карлос Маркес) — брат Селесты Вильянуэва Дупонт, дядя Хуана Анхеля Вильянуэва и Луиса Фелипе Вильянуэва.
- Рокки Хулиа (Маркос Морено) - помощник Олимпии Меркури.
- Беатрис Кореньо (Ана Беатрис Осорио) — сестра Франклина Кореньо, жена Алехандро Сильва.
- Йорди Росалес/доктор Марианелла Лусадо Гонсалес (Уго Васкес) — муж Пандоры Вильянуэва.
- Фабиола (фамилия в сериале не упоминается) (Сандра Мартинес) — подруга Ариадны Вильянуэва, кузина Романа Фонсеки.
- Самуэль Робинсон (Даниэль Анибаль Бласко) -
- Нерейда Лопес (фамилия упоминается в 31 серии) (Майра Африкано) -
- Джессика Лопес (Натали Кортес) — мать Чикинкиры Лоренс, сестра Пепиты Лопес.
- Эва Ланс Вильянуэва (Мими Ласо) — сестра Тса Тса Ланс, жена Луиса Фелипе Вильянуэва, мать Валентины Вильянуэва Ланс.

Все четверо детей Олимпии носят имена героев древнегреческих мифов, причём истории этих героев в разной степени находят отражение в сюжете сериала.
У Натальи Стрейгнард уходил целый час или около на то, чтобы загримироваться под Валентину. Очень часто для имитации полноты использовались рулоны ткани, длинной от 20 до 30 метров. При полном гриме настоящий вес актрисы в итоге увеличивался где-то на 40 килограмм. В кратких сценах, где Валентина, будучи полной, снята в бассейне, нижнем белье или купальнике, была задействована дублёрша с реальной полнотой.

## Саундтрек

### Оригинальный саундтрек
- Jeremias — Poco a Poco (музыкальная тема Валентины и Орестеса)
- Maia — Niña Bonita (музыкальная тема Хуана Анхеля и Тса Тса)
- Alexandre Pires — Amame (музыкальная тема Нинфы и Акилеса)
- A.Cinco — Supervisor de tus sueños (музыкальная тема Йорди и Пандоры)
- Jeremias — La cita (музыкальная тема Чикинкиры и Франклина)
- Juanes — A dios le pido
- Don’t let me baby (тема Ла Клараболья)

### Музыка в сериале
| - Mario Guerrero — Supervisor de tus sueños - Roque Valero — Vengo a contar contigo - A.Cinco — Afan - A.Cinco-Ahora que no estas - A.Cinco — Baila - A.Cinco — Como saber - A.Cinco — Creo Que Me Enamore Solo - A.Cinco — Dime que - A.Cinco — Estar contigo | - A.Cinco — Me enamore solo - A.Cinco — No Te Confundas Conmigo - A.Cinco — No quiero estar solo - A.Cinco — Rendido ante ti - A.Cinco — Tontas palabras - A.Cinco — Una ilusion - A.Cinco — Ves como es - A.Cinco — Vete Ya - Jeremias — Desde el bar | - Jeremias — Lo que yo quiero - Jeremias — Se me olvido - Jeremias — Tu en mi - Juanes — Un dia normal - Juanes — Desde que despierto - Juanes — Es por ti - Juanes — La Paga - Juanes — La unica - Juanes — Luna |

## Награды
- Премия INTE Awards 2004 года - лучший телесериал года
- Премия INTE Awards 2004 года - лучшая актриса (Наталия Стрейгнард)[5]